# Historia malarstwa
Historia malarstwa europejskiego daje się dość jednoznacznie podzielić na poszczególne epoki od czasów prehistorycznych po koniec XIX wieku, który przyniósł niezwykłą różnorodność stylów i kierunków malarskich. Historia dwudziestowiecznego malarstwa to już kilkadziesiąt niezależnych opowieści, łączących się jedynie w niektórych punktach.
Podane poniżej daty są przybliżone, a każda z nich może być przesunięta o dziesiątki, a nawet setki lat, zależnie od indywidualnej opinii eksperta lub omawianej części Europy. Epoki malarskie również w sposób oczywisty przechodziły w siebie płynnie i nachodziły na siebie. Poniższe przedziały służą celom orientacyjnym, a po bardziej precyzyjne omówienie periodyzacji należy się odnieść do konkretnych artykułów.

## Prehistoria

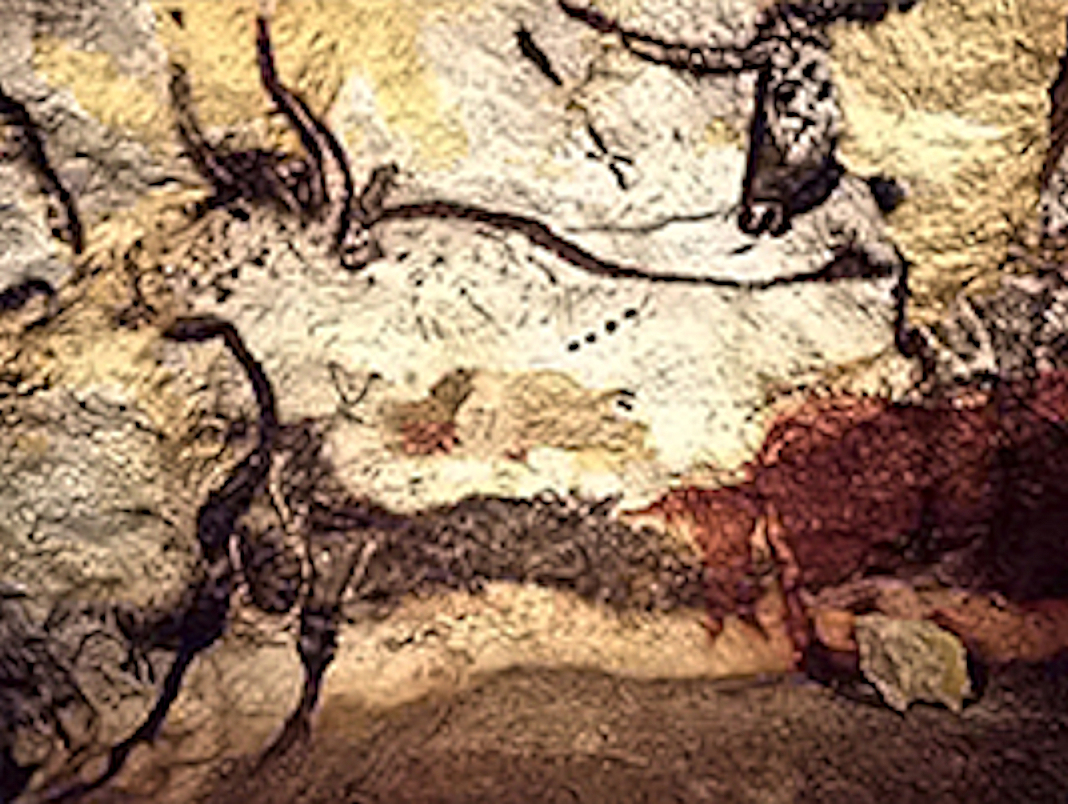
Malowanie jaskiń (Bos primigenius primigenius), Lascaux

Malarstwo prehistoryczne zostało odkryte właściwie dopiero w XIX wieku (np. Altamira), a najbardziej istotne odkrycia pochodzą z XX wieku – np. jaskinia Lascaux (1940). Najczęstszym tematem malowideł prehistorycznych są zwierzęta i postaci ludzkie, składające się m.in. ze scen polowań. Malowidła te urzekają swoją siłą i naturalizmem – ale jedynie w przypadku zwierząt: postaci ludzkie są zazwyczaj bardzo uproszczone i zgeometryzowane. Podłożem dla malarstwa była skała jaskiń, na której prostymi farbami z pigmentów i gliny zarysowywano kontury obiektów, a czasem wypełniano je ziemistymi barwami. Farby nanoszono rękoma, za pomocą mchu, a czasami pryskano barwnikiem z wydrążonych kości. Do prymitywnych technik malarskich wrócono w XX wieku; niektórzy ekspresjoniści malowali rękami, a Jackson Pollock stosował podobną do wspomnianej wyżej technikę pryskania farbą.

## Starożytność

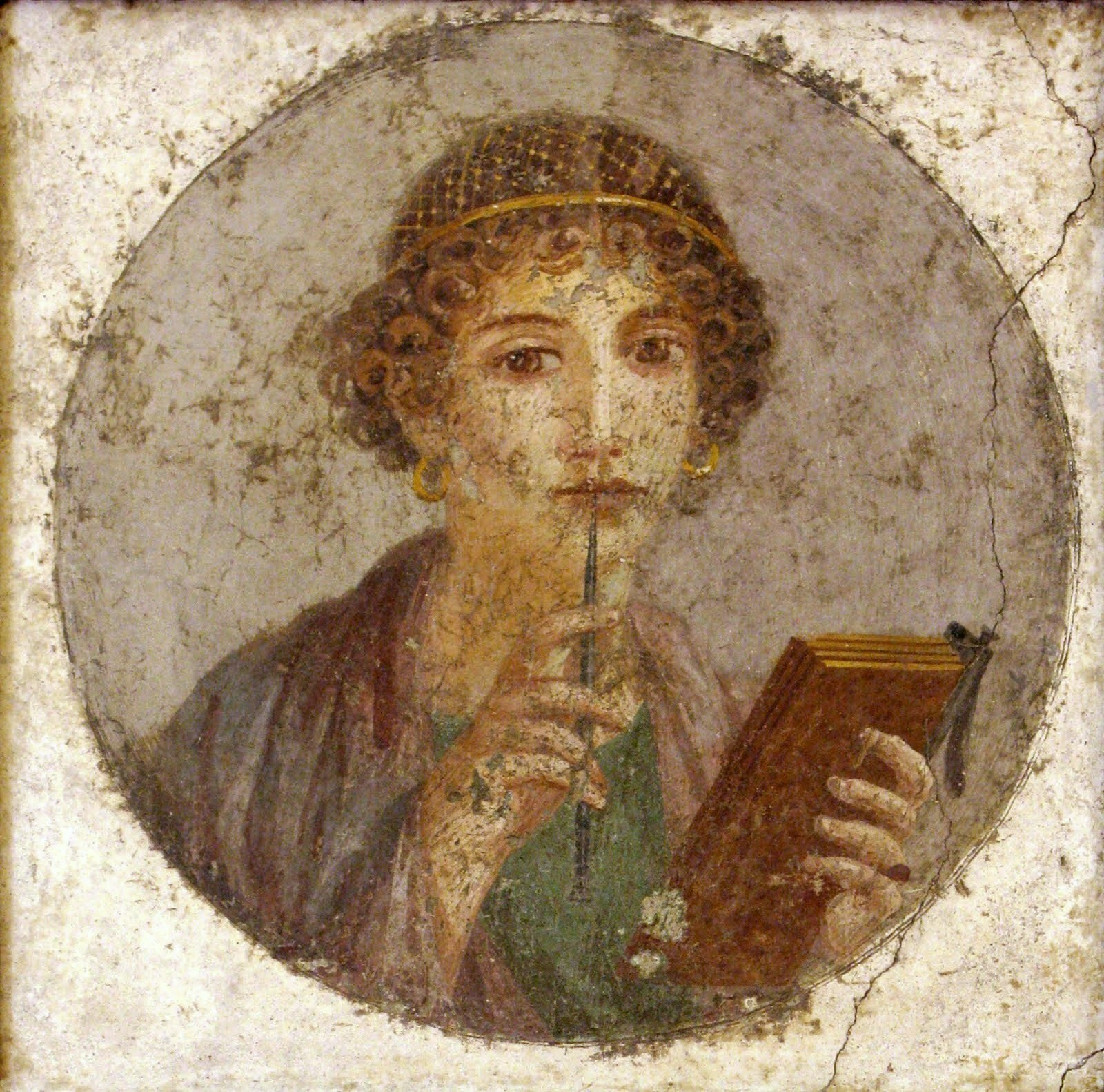
Starożytny Rzym: Portret kobiety. Neapol. Malowidło naścienne.

Antyk (400 p.n.e. – 400 n.e.) przyniósł udoskonalenie technik malarskich. Pojawiły się też małe szczoteczki z włosia służące do nanoszenia farby, czyli pędzle. Jednak niewiele z ówczesnych dzieł pozostało do naszych czasów. Powstawały liczne obrazy dekoracyjne, przedstawiające bóstwa i herosów (także na różnych naczyniach i przedmiotach użytkowych). Istnieją przesłanki świadczące o tym, że niektórzy myśliciele greccy rozważali malarską perspektywę.

## Średniowiecze

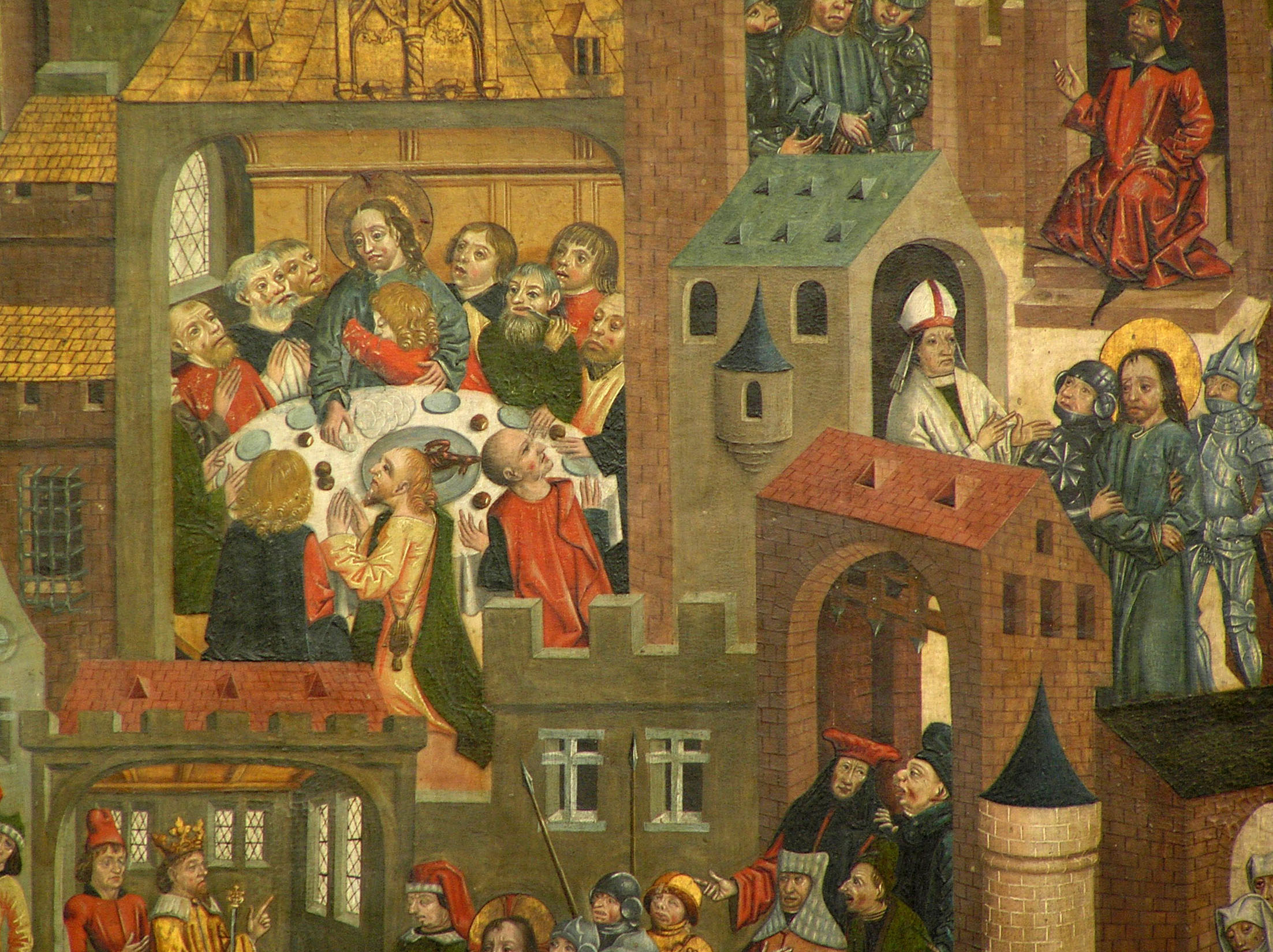
Średniowiecze: „Ostatnia Wieczerza”. Kościół św. Jakuba w Toruniu. Fresk

Średniowiecze (400–1350) to czas gwałtownego rozwoju technik malarskich, głównie na desce: tempery, później oleju, a także fresku. Powszechna była tematyka religijna, na wschodzie Europy powstawały doskonałe ikony. Charakterystyczne dla średniowiecza jest hierarchiczne i idealistyczne przedstawianie postaci. Osoby ważniejsze są więc większe. Nie przywiązywano wielkiej wagi do realizmu anatomicznego, stąd liczne przekłamania w proporcjach ciała, „płaskość” postaci i obrazu. Malarstwo uzupełniano chętnie złotem, wykładając złotymi płatkami powierzchnię malowanej deski. Pod koniec średniowiecza lub na początku renesansu pojawił się pejzaż.

## Renesans

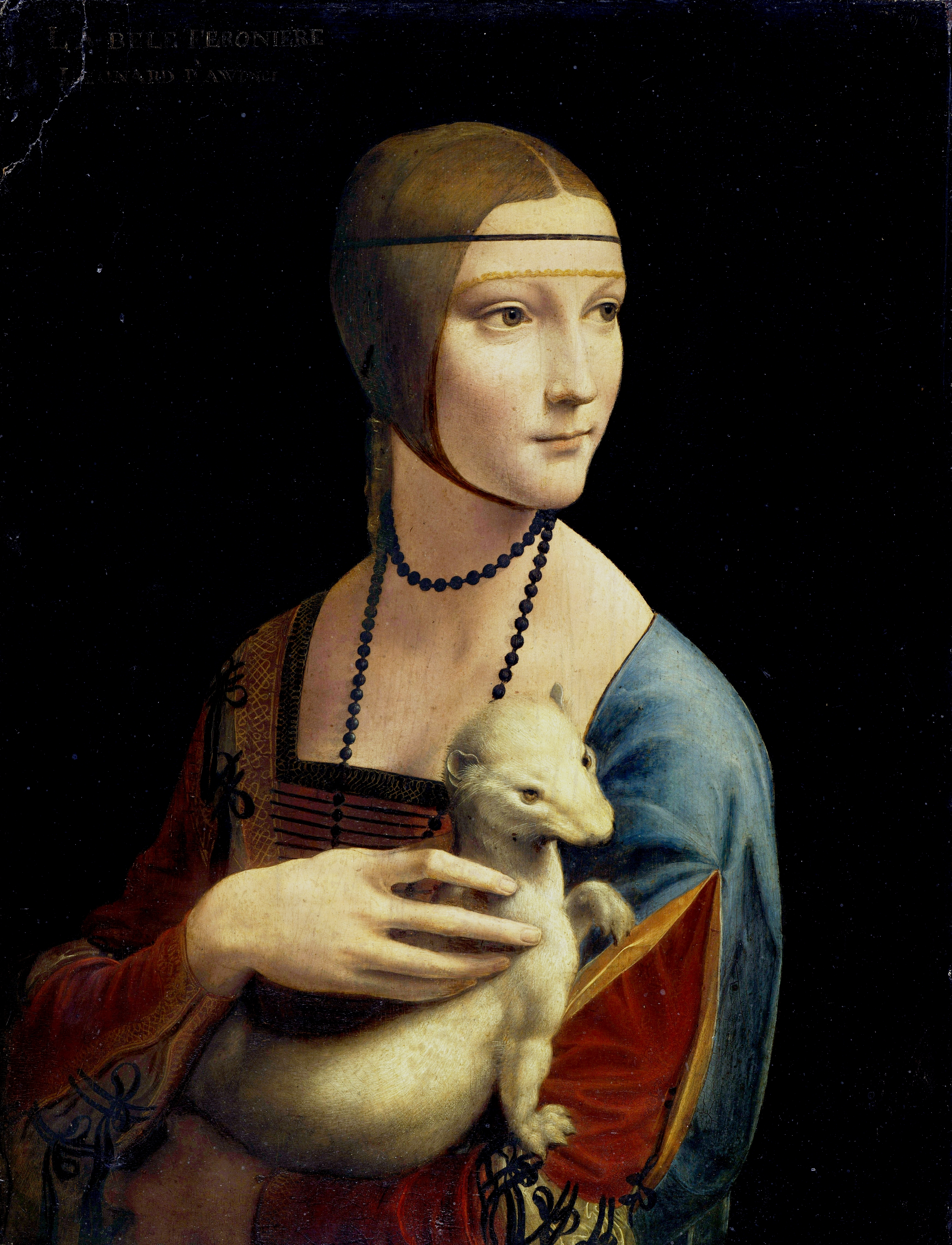
Renesans: Leonardo da Vinci – „Dama z gronostajem”, olej na desce. Muzeum Czartoryskich w Krakowie.

Renesans (1350–1510) był epoką, która przyniosła malarstwu olbrzymią ilość innowacji. Należy wśród nich wymienić przede wszystkim zeświecczenie sztuki, które pozwoliło na udoskonalenie portretu, pejzażu oraz pogłębienie psychologii i symboliki dzieł poza sferę religii. Renesans wprowadził swobodniejszą kolorystykę, ożywił drugi plan na obrazie i zamiłowanie do szczegółu. W tej epoce powstało również malarstwo olejne (przypisuje się je czasem, nie do końca słusznie, Janowi van Eyck) i upowszechniło się płótno, które to wynalazki umożliwiły delikatniejszy światłocień i pogłębiony modelunek. Niezwykle istotne jest również wprowadzenie perspektywy – pierwsze doświadczenia należały do Paolo Uccello, a perspektywę zbieżną wprowadził na obrazy Piero della Francesca. Renesansowa ideologia skłoniła wielu artystów do tworzenia studiów ciała ludzkiego (np. Leonardo da Vinci) oraz przyrody (np. Albrecht Dürer); w tym okresie rozwinęła się również martwa natura. Można właściwie powiedzieć, z wielką przesadą, że dopiero renesans jest czasem powstania malarstwa. Metafizyczna kreacja sztuki właściwa Średniowieczu ustąpiła przed naturalizmem i tendencją do poznawania świata zewnętrznego.

## Manieryzm i barok

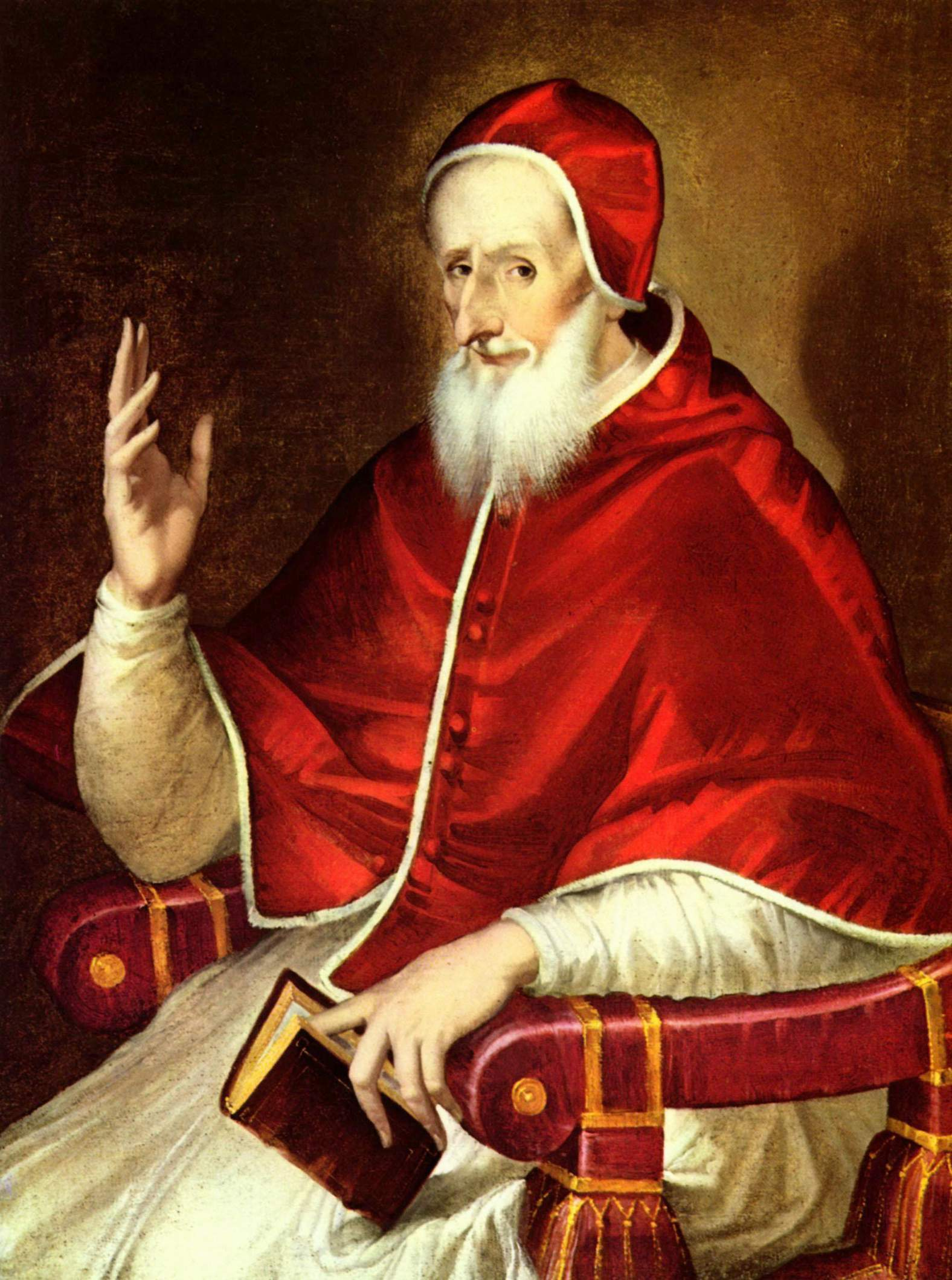
Barok: El Greco – Pius V. Paryż

Surowa estetyka renesansu przekształciła się stopniowo w bardziej swobodny manieryzm (1510–1590), aż wreszcie w barok (1590–1680). Malarstwo barokowe jest malarstwem wielkich form (płótna są często wielometrowej długości) o bogatej ornamentyce i potężnej, pełnej rozmachu aranżacji scen religijnych. Charakterystyczne dla baroku są świetliste przestrzenie i wielkie grupy dynamicznych postaci (El Greco). Malarze często sięgali do dramatycznych scen z mitologii i historii, jak porwania, rzezie i wojny. Z drugiej strony rozwijała się wtedy martwa natura, często akcentująca przemijanie ziemskich wartości – poprzez umieszczanie na płótnie czaszek lub psujących się owoców.

## Rokoko

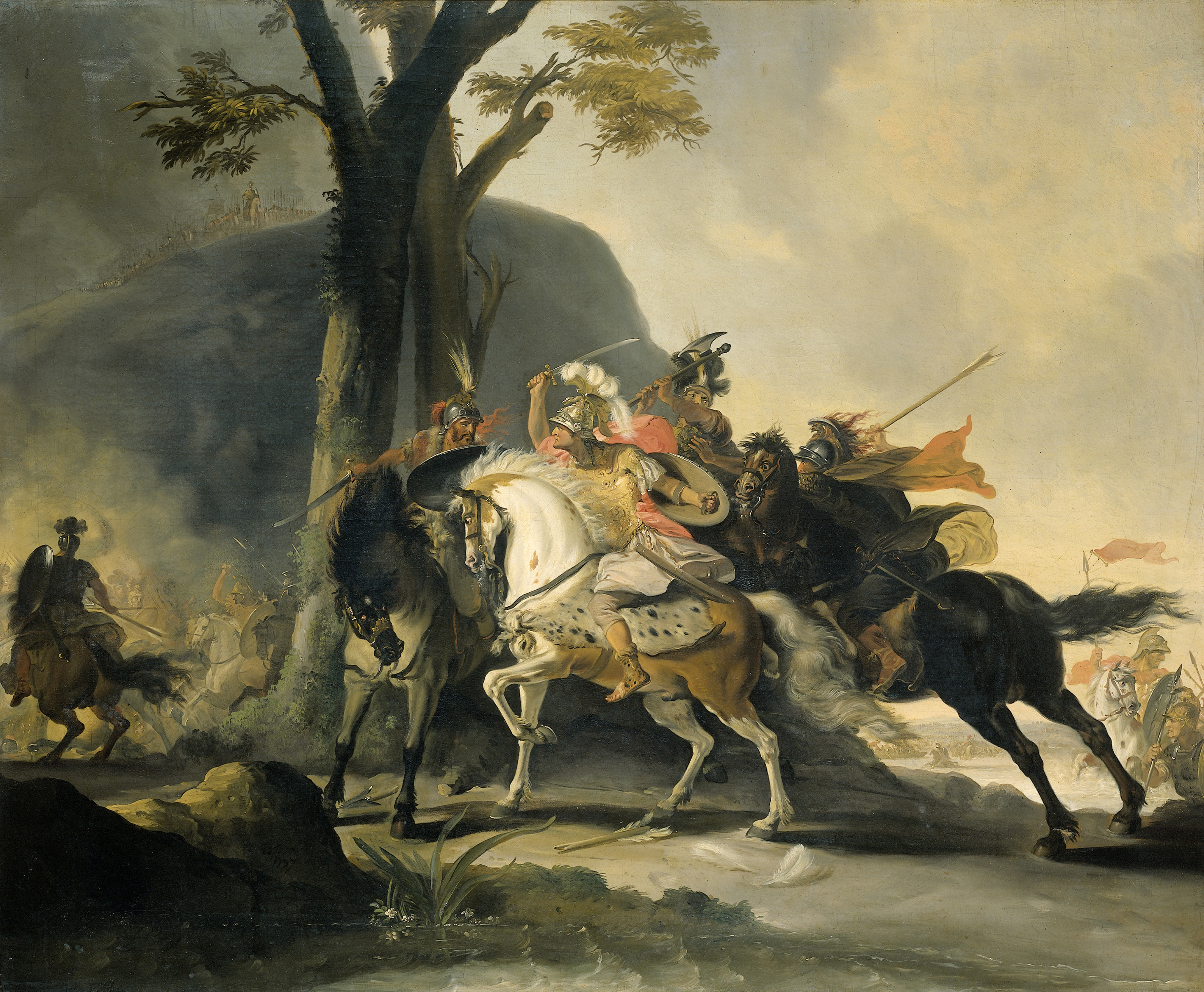
Rokoko: Cornelis Troost – „Aleksander Wielki”. Amsterdam.

Rokoko (1680–1750) jest często nazywane „lżejszą wersją baroku”. Zachowuje bowiem barokowe bogactwo stylu, ale zajmuje się błahą tematyką. Typowe dzieło rokokowe to jasna, delikatnie namalowana scena z życia dworu królewskiego.

## Klasycyzm
Kontrą dla rokokowego rozpasania był klasycyzm (1750–1800). Chętnie sięgano do sprawdzonych w renesansie motywów antycznych. Przedstawiane wnętrza były surowe, obowiązywała ścisła perspektywa, a postaciami byli często wodzowie i bohaterowie państwowi i mitologiczni. W epoce klasycyzmu unikano swobodnego światłocienia i rozmycia na rzecz wyraźnego kontrastu barwnego (Jacques-Louis David).

## Romantyzm
Rewolucyjne wydarzenia na świecie zmieniły sztukę we wszystkich jej przejawach. Nadeszły czasy romantyzmu (1800–1840). W malarstwie wyraził się on w zamaszystych pociągnięciach pędzla, burzliwej i dramatycznej tematyce oraz zaakcentowaniu osobowości artysty. Często powstawały wielkie ekspresyjne płótna dotyczące aktualnych wydarzeń politycznych (Eugène Delacroix) oraz udynamicznione pejzaże (jak u Turnera). Właśnie w romantyzmie tkwi zalążek przyszłego ekspresjonizmu.

## Realizm
Niektórzy malarze, zmęczeni gwałtownością i idealizmem romantycznego malarstwa, zapoczątkowali kierunek zwany realizmem (1840–1860), a w niektórych swoich odmianach naturalizmem. Realiści przedstawiali zwykłych ludzi, pogrążonych w codziennej, męczącej pracy, a więc żniwiarzy, kamieniarzy czy robotników. Paleta stała się ciemna i stonowana (Jean-François Millet).

## Symbolizm i Prerafaelici
Równocześnie z realizmem wielu artystów zaczęło sięgać do mitologii, Biblii i własnej wyobraźni w poszukiwaniu symboli odzwierciedlających ich przekonania. Ogólnym określeniem tej tendencji jest symbolizm, a jednym z przejawów tej tendencji byli prerafaelici. Częste u symbolistów są odwołania do postaci biblijnych, religijne napomnienia, złożone obrazy-zagadki i wyraźne podkreślanie intelektualnego charakteru sztuki. Pierwsza fala symbolizmu miała miejsce w latach 1850–1870.Charakterystyczną cechą kierunku była forma wyrazu, którą stanowił szeroko rozumiany „symbol”. Tyczyło się to w równiej mierze malarstwa i literatury.

## Impresjonizm
W tych samych latach grupa francuskich malarzy rozwinęła impresjonizm, którego naczelną ideą była obserwacja otaczającej rzeczywistości pod kątem światła i koloru. Impresjoniści rozbijali obraz na plamy światła, malowali szybkimi pociągnięciami pędzla, zapisując ich chwilowe wrażenie – impresję – którego doznali w danym miejscu przy konkretnym stanie atmosfery. Ideę tę rozwinęli puentyliści, malując przy pomocy olbrzymiej ilości maleńkich plamek, które dopiero oglądane z daleka tworzyły właściwy obraz.

## Ekspresjonizm, fowizm i postimpresjonizm
Pod koniec XIX wieku wielu malarzy skierowało się również w stronę własnej psychiki, obrazując mroczne strony ludzkiej duszy. Tak narodził się ekspresjonizm, akcentujący osobowość artysty i wyrazisty sposób przelania jej na płótno. Charakterystyczne dla tego kierunku są żywe, zniekształcone formy, liczne przedstawienia śmierci i cierpienia oraz samotności twórcy. Jednym z ważniejszych odłamów ekspresjonizmu jest fowizm, który rezygnuje z problemów metafizycznych, ale pozostaje przy ekspresyjnej barwie obrazu. Postimpresjonizm to zainteresowanie formą obrazu, sposobem nanoszenia farby na płótno. Był to powrót do technik starych mistrzów, przewodził tej tendencji Paul Cézanne. Vincent van Gogh natomiast był zafascynowany drzeworytem japońskim i brakiem cienia w obrazach.

## Kubizm i abstrakcjonizm
Impresjonistyczne zainteresowanie problemem postrzegania doprowadziło niektórych artystów do chęci doskonalszego pokazania na obrazie trójwymiarowości obiektu. Zbiegło się to z odkryciem prymitywnej sztuki afrykańskiej, która zelektryzowała artystów, z Pablem Picassem na czele. To właśnie ze zderzenia tych tendencji narodził się kubizm, pierwszy silnie zgeometryzowany kierunek malarski. W pierwszych latach XX wieku coraz śmielsze eksperymenty z porzuceniem naturalizmu doprowadziły w końcu do powstania malarstwa abstrakcyjnego. Abstrakcjoniści nie przedstawiali na swoich obrazach obiektów realnie istniejących, lecz skupiali się na konstruowaniu kompozycji obrazu jedynie z plam barwnych.

## Surrealizm i dadaizm
Z podobnych poszukiwań powstał surrealizm, jeden z najważniejszych kierunków dwudziestowiecznej sztuki. Surrealiści również uznali, że świat widzialny jest niewystarczający dla bogatych możliwości artysty, i skupili się na świecie rzeczy nieistniejących. W przeciwieństwie jednak do abstrakcjonistów, nie były to nie przypominające niczego kształty (zazwyczaj geometryczne), lecz najczęściej znane nam przedmioty umieszczone w nietypowych okolicznościach lub o zmienionych właściwościach. Surrealistyczny z natury jest dadaizm – kierunek bardziej intelektualny niż malarski, którego esencją jest wprowadzenie do sztuki elementu purnonsensu.

## Inne nurty XX wieku
Wszystkie powstałe od końca XIX wieku kierunki rozwijają się do dzisiaj, dając życie licznym odmianom. Tak narodził się np. ekspresjonizm abstrakcyjny i neofowizm – dzieci ekspresjonizmu. Liczne odnogi abstrakcji są omówione w haśle „malarstwo abstrakcyjne”. Echa surrealizmu widać w tzw. malarstwie metafizycznym oraz realizmie magicznym. Jednak dwa popularne kierunki w powojennym malarstwie XX wieku nie miały swoich bezpośrednich przodków – pop-art i op-art.
Mimo podobnych nazw te dwa nurty nie mają nic wspólnego. Pop-art wynika z inspiracji kulturą popularną i likwiduje indywidualność artysty. Wedle ideologów tego ruchu (na pierwszym miejscu oczywiście Andy Warhol) sztuką są popularne opakowania, zdjęcia sławnych ludzi, reklamy itp. Twórcy pop-artu powielają popularne obrazy kultury masowej, wychwalając codzienność i zwyczajność.
Op-art to natomiast sztuka optyczna, której celem jest bezpośrednie oddziaływanie na ludzkie oko. Powtarzające się na obrazach motywy geometryczne (można więc odnaleźć tu echo abstrakcjonizmu) mają pobudzać narząd wzroku i mamić go. Niektórzy twórcy op-artu zajmują się złudzeniami optycznymi.
Obecnie malarstwo często łączy się z obiektami tradycyjnie uważanymi za obce malarstwu, jak żwir i piasek; w obrazy wmontowuje się deski i opony. Niektórzy twórcy atakują dwuwymiarowość malarstwa (jak np. Lucio Fontana i jego spacjalizm). Techniki mechaniczne i elektroniczne pozwoliły na powstanie hiperrealizmu oraz na dużo swobodniejsze tworzenie kolaży i cytatów z innych dzieł, przy czym wielu artystów balansuje na granicy plagiatu, wybierając np. bliski pop-artowi plagiaryzm, będący jedną z twarzy powszechnego obecnie postmodernizmu. Malarstwo końca XX wieku jest często wyrazem określonej ideologii, a nie czystego zamysłu estetycznego, co dramatycznie wpływa na wymagania, jakie stoją przed współczesnym malarzem.
Wydawać by się mogło, że „tradycyjne malarstwo”, kojarzone z realistycznym malarstwem figuratywnym, nie ma już swojego miejsca w świecie. Wielu estetyków jest wręcz zdania, że możliwości stojące przed malarstwem wyczerpały się, jako że nie ma już właściwie żadnego pola na innowację. Pogląd ten stoi jednak w sprzeczności z potrzebą twórczości i kreatywności człowieka. Tymczasem, można mnożyć przykłady, iż malarstwo końca XX wieku podejmowało próby powrotu do swoich korzeni – do malarskiego gestu oraz figuratywności.

## Zestawienie najważniejszych nurtów
Style w malarstwie europejskim:
- sztuka prehistoryczna – malowidła naskalne
- starożytne malarstwo:
  - malarstwo starożytnego Egiptu
  - malarstwo starożytnej Krety (minojskie) i Myken (mykeńskie)
  - malarstwo starożytnej Etrurii
- klasyczne malarstwo greckie, rzymskie oraz hellenistyczne
- malarstwo bizantyjskie
- malarstwo wczesnośredniowieczne
- gotyk
- renesans
- manieryzm włoski
- manieryzm niderlandzki
- barok
- rokoko
- klasycyzm
- romantyzm
- eklektyzm oraz historyzm
- barbizończycy
- akademizm
- prerafaelici
- realizm oraz naturalizm
- impresjonizm
- neoimpresjonizm
- postimpresjonizm
- symbolizm
- prymitywizm
- secesja
- ekspresjonizm
- fowizm oraz neofowizm
- kubizm
- futuryzm
- konstruktywizm
- dadaizm
- abstrakcjonizm – tamże również linki do różnych odmian abstrakcjonizmu
- surrealizm
- socrealizm
- pop-art
- op-art
- hiperrealizm
- plagiaryzm

Malarstwo pozaeuropejskie:
- ukiyo-e